# Ciucea
Ciucea (in ungherese Csucsa) è un comune della Romania di 1 723 abitanti, ubicato nel distretto di Cluj, nella regione storica della Transilvania.
Il comune è formato dall'unione di 2 villaggi: Ciucea e Vânători.